# Буланбайбауы
Буланбайбауы (каз. Бұланбайбауы) — село в Чиилийском районе Кызылординской области Казахстана. Административный центр и единственный населённый пункт Каргалинского сельского округа. Находится примерно в 31 км к югу от районного центра, села Шиели. Код КАТО — 435255100.

## Население
В 1999 году население села составляло 1309 человек (663 мужчины и 646 женщин). По данным переписи 2009 года, в селе проживали 1342 человека (677 мужчин и 665 женщин).